# Pavllo Bukoviku
Pavllo „Beni“ Millan Bukoviku (* 6. Juni 1939 in Tirana) ist ein ehemaliger albanischer Fußballspieler.

## Karriere

### Verein
Schon als Jugendlicher konnte Bukoviku nationale Erfolge feiern: 1957 wurde er Jugendmeister, 1958 Meister der U-21.
Bukoviku begann seine Profilaufbahn 1957 bei Puna Tirana, wie der SK Tirana damals hieß. 1958 wechselte er zum Militärverein FK Partizani Tirana. Dort spielte er bis 1961 und gewann zwei Meistertitel (1959, 1961) sowie den albanischen Pokal.
1961 zog es ihn zurück zu 17 Nëntori Tirana (Puna Tirana war zwischenzeitlich umbenannt worden). Er gewann weitere Meistertitel in den Jahren 1965 (erster Meistertitel für Tirana seit vor dem Krieg), 1966, 1968 und 1970 und erneut den Pokal. Bukoviku war auch Mannschaftskapitän und spielte wiederholt international im Europapokal der Landesmeister. Danach trat er als Spieler zurück, war aber zwischen 1974 und 1990 16 Jahre lang als Schiedsrichter tätig. Gelegentlich leitete er auch internationale Partien. Zudem hatte er ein Diplom als Fußballtrainer.

### Nationalmannschaft
Bukoviku debütierte im Juni 1963 im Qualifikationsspiel für die Olympischen Spiele gegen Bulgarien. Bis Mai 1965 bestritt er insgesamt fünf Länderspiele für Albanien.

## Privates
Bukovikus Vater war 1917 aus Bulgarien nach Albanien gekommen und arbeitete dort als Architekt. Die Mutter stammt aus (Nord-)Mazedonien. Der bulgarische Familienname Baçiovski wurde in Albanien angepasst. Sein offizieller Name bei Geburt sei Pavle Bagaviki gewesen, erklärte er gegenüber Medien.
Pavllo hat einen Onkel, Sllave Llambi, und einen Bruder, die ebenfalls erfolgreich Fußball gespielt haben: Sein älterer Bruder Teofili wurde als Tafil Baçi bekannt, dessen Sohn Millan spielte ebenfalls bei 17 Nëntori Tirana. Pavllos Tochter Klaudeta spielte Basketball bei SK Tirana. Sllave Llambi spielte auch in Italien für den FC Bologna und trainierte die albanische Fußballnationalmannschaft.
2021 wurde Bukovuki vom Staatspräsidenten Ilir Meta mit dem Titel „Großer Meister“ ausgezeichnet.